# Championnat du Burkina Faso de football 2004
Navigation
Saison précédente Saison suivante
La saison 2004 du Championnat du Burkina Faso de football est la quarante-deuxième édition de la première division au Burkina Faso, organisée sous forme de poule unique, le Championnat National, où toutes les équipes se rencontrent deux fois au cours de la saison. En fin de saison, afin de permettre le passage du championnat de 12 à 14 formations, le dernier du classement est relégué et remplacé par les trois meilleurs clubs de deuxième division tandis que le club classé 11e affronte le quatrième de D2 en barrage de promotion-relégation.
C'est le double tenant du titre, l'ASFA Yennenga qui remporte à nouveau la compétition cette saison après avoir terminé en tête du classement final, avec trois points d'avance sur l'US Ouagadougou et quatre sur l'Étoile Filante de Ouagadougou. C'est le septième titre de champion du Burkina Faso de l'histoire du club.

## Qualifications continentales
Deux places en compétitions continentales sont réservées aux clubs burkinabés : le champion se qualifie pour la Ligue des champions de la CAF 2005 tandis que le vainqueur de la Coupe du Burkina Faso obtient son billet pour la Coupe de la confédération 2005.

## Les clubs participants
| - Union sportive des Forces armées - Étoile Filante de Ouagadougou - ASFA Yennenga - ASF Bobo-Dioulasso - Racing Club de Bobo - Kiko Football Club | - US Ouagadougou - Rail Club du Kadiogo - US FRAN - Santos FC - AS SONABEL - Promu en Championnat National - Union sportive de la Comoé |

## Compétition
Le barème de points servant à établir le classement se décompose ainsi :
- Victoire : 3 points
- Match nul : 1 point
- Défaite : 0 point

### Classement
| Rang | Équipe                           | Pts | J  | G  | N  | P  | Bp | Bc | Diff |
| ---- | -------------------------------- | --- | -- | -- | -- | -- | -- | -- | ---- |
| 1    | ASFA YennengaT                   | 43  | 22 | 12 | 7  | 3  | 32 | 14 | +18  |
| 2    | US Ouagadougou                   | 40  | 22 | 11 | 7  | 4  | 31 | 21 | +10  |
| 3    | Étoile Filante de OuagadougouC   | 39  | 22 | 11 | 6  | 5  | 31 | 16 | +15  |
| 4    | Rail Club du Kadiogo             | 39  | 22 | 11 | 6  | 5  | 29 | 18 | +11  |
| 5    | ASF Bobo-DioulassoC              | 35  | 22 | 8  | 11 | 3  | 26 | 14 | +12  |
| 6    | Santos Football Club             | 30  | 22 | 8  | 6  | 8  | 19 | 24 | -5   |
| 7    | Racing Club de Bobo              | 27  | 22 | 6  | 9  | 7  | 18 | 19 | -1   |
| 8    | Union sportive des Forces armées | 26  | 22 | 5  | 11 | 6  | 23 | 21 | +2   |
| 9    | AS SONABELP                      | 26  | 22 | 6  | 8  | 8  | 16 | 28 | -12  |
| 10   | US FRAN                          | 19  | 22 | 5  | 4  | 13 | 14 | 30 | -16  |
| 11   | Union sportive de la Comoé       | 16  | 22 | 4  | 4  | 14 | 13 | 31 | -18  |
| 12   | Kiko Football Club               | 13  | 22 | 2  | 7  | 13 | 16 | 32 | -16  |

|  | Qualification pour la Ligue des champions de la CAF 2005                      |
|  | Qualification pour la Coupe de la confédération 2005                          |
|  | Participation au barrage de promotion-relégation                              |
|  | Relégation directe en D2                                                      |
|  | T : Tenant du titre C : Vainqueur de la Coupe du Burkina Faso P : Promu de D2 |

### Matchs

#### Barrage de promotion-relégation
Le 11e du Championnat national affronte le 4e de D2 en barrage pour déterminer le dernier club participant au championnat de première division la saison suivante.
| Équipe 1            | Résultat | Équipe 2                   | Aller | Retour | Appui |
| ------------------- | -------- | -------------------------- | ----- | ------ | ----- |
| ASEC Koudougou (D2) | 0 - 1    | Union sportive de la Comoé | 0 - 0 | 0 - 0  | 0 - 1 |

- Les deux clubs se maintiennent au sein de leur championnat respectif. Cependant, à la suite du refus de la fédération de valider la montée de Planète Champion en première division (le club est une école de formation pour jeunes footballeurs), l'ASEC Koudougou est autorisé à accéder à l'élite.

## Bilan de la saison
| Championnat du Burkina Faso de football 2004 |                          |
| Champion                                     | ASFA Yennenga (7e titre) |
| Coupes et trophées                           |                          |
| Vainqueur de la Coupe du Burkina Faso 2004   | ASF Bobo-Dioulasso       |
| Qualifications continentales                 |                          |
| Ligue des champions de la CAF 2005           | ASFA Yennenga            |
| Coupe de la confédération 2005               | ASF Bobo-Dioulasso       |
| Promotions et relégations                    |                          |
| Promus en Championnat National               | ASEC Koudougou           |
| Promus en Championnat National               | Sanmatenga FC            |
| Promus en Championnat National               | Jeunesse Club de Bobo    |
| Relégués en Deuxième division                | Kiko Football Club       |